# Mieczysław Wiśniewski (malarz)
Mieczysław Wiśniewski (ur. 5 lutego 1929 w Toruniu; zm. 7 lipca 2018) – polski malarz, pedagog. Był synem Pelagii z domu Rydzyńskiej (1896-1945), oraz Kazimierza Wiśniewskiego (1897-1965). Pochowany został na cmentarzu Św. Jerzego w Toruniu przy ul. Gałczyńskiego.
Członek Stowarzyszenia Twórczego „Grupa Toruńska” 1959-1978, członek Związku Polskich Artystów Plastyków (nr legitymacji: 3908) od 1954 roku do śmierci w 2018 roku.

## Edukacja i praca zawodowa
W latach 1949–1954 studiował na Wydziale Sztuk Pięknych Uniwersytetu Mikołaja Kopernika w Toruniu w Katedrze Malarstwa Figuralnego u prof. Stanisława Borysowskiego, gdzie uzyskał dyplom artysty malarza w roku 1954. Praca dydaktyczna w macierzystej uczelni. W roku 1965 został powołany przez Ministra Kultury i Sztuki na rzeczoznawcę Pracowni Sztuk Plastycznych. W roku 1970 otrzymał nominację na stanowisko docenta etatowego w Zakładzie Malarstwa i objął stanowisko kierownika Zakładu Malarstwa, funkcję tę pełnił w latach 1970-1980 i 1992-1998. W roku 1972 został członkiem Zespołu ds. Plastyki przy Ministrze Kultury i Sztuki i Zespołu Dydaktyczno-Wychowawczego ds. Wychowania Plastycznego przy Ministrze Nauki, Szkolnictwa Wyższego i Techniki.
Tytuł profesora uzyskał w 1990 roku; profesora zwyczajnego 1992 roku.
W latach 1972–1975 był prodziekanem Wydziału Sztuk Pięknych UMK w Toruniu.

### Staże stypendialne
Staże stypendialne ZPAP/MKiS w Paryżu 1969, ZPAP w Moskwie 1970, stypendium Rządu Włoskiego m.in. w Rzymie, Wenecji i Florencji 1976 r. w ramach programu uzgodnionego z Instituto Italiano di Cultura.

### Dorobek edukacyjny
Jako pedagog wykształcił 132 dyplomantów na studiach stacjonarnych, ponad 200 w ramach studiów zaocznych.

## Twórczość
Malarstwo sztalugowe i monumentalne, formy przestrzenne, projektowanie i architektura wnętrz; kompozycje w technice collages, assemblages (lata 1958-1970), układy sferyczne w technice własnej (lata 1970-2018).
Uczestniczył w wielu działaniach artystycznych, wystawach międzynarodowych, ogólnopolskich, środowiskowych, regionalnych i plenerach.

### Przykładowe działania zewnętrzne
Przykłady działań zewnętrznych: I Biennale Form Przestrzennych – Elbląg 1965, Złote Grono – Zielona Góra. Spotkania twórców: Plener Koszaliński Spotkania Artystów i Naukowców Osieki 1968-1969; Plenery artystów posługujących się językiem geometrii – Białowieża, Okuninka k/Chełma 1985-2000; Centrum Rzeźby Polskiej Orońsko 2001-2008, Radziejowice 2009-2018.

### Przykładowe prace w przestrzeni publicznej[4]
Plac Słowiański obok Galeria El – Elbląg (metal), forma przestrzenna Elbląg 1985 (drewno – nie zachowała się do dziś)

### Wystawy i ekspozycje[6]
Ma na swoim koncie 54 wystawy indywidualne (w tym 8 ekspozycji na rynku międzynarodowym: Niemcy, Słowacja, Dania, Wielka Brytania), 300 wystaw zbiorowych (w tym wydarzenia o randze międzynarodowej między innymi w: Lunéville, Paryżu, Nancy (Francja), Landskronie (Szwecja), Londynie (Wielka Brytania), Ferrarze, Pizzie (Włochy), Turku (Finlandia), Getyndze, Stralsundzie, Bremie, Monachium, Bielefeld, Kolonii, Ilmenau, Erfurcie, Fuldzie, Passau, Hünfeld, Dringenberg, Mainz (Niemcy), Budapeszcie (Węgry), Linzu, Gmunden, Innsbrucku, Wiedniu (Austria), Mechelen, Viroinval, Nismes (Belgia), Tokio (Japonia), Vilnius, (Litwa), Calgary, (Kanada), Amersfoort (Holandia) i Aranjuez (Hiszpania).

### Zbiory muzealne prac artysty[7]
Prace w zbiorach prywatnych w kraju i na świecie, oraz w muzeach:
- Muzeum Narodowe w Gdańsku i Wrocławiu,
- Muzeum Sztuki w Łodzi
- Muzea Okręgowe (Toruń, Bydgoszcz, Chełm, Koszalin, Bytom, Legnica, Grudziądz)
- CSW („Znaki Czasu” w Toruniu, Mazowieckie, ponadto w: Bydgoszczy, Sopocie, Zielonej Górze)

oraz:
- Kunsthale in Bremen (Niemcy),
- Museums der Künstler Erfurt/Forum Konkrete Kunst (Niemcy),
- Museum Modern Art, Hünfeld (Niemcy),
- Musee du Petit Format, Viroinval (Belgia),
- Foundation for Constructive Art, Calgary (Kanada),
- Mondriaanhuis Reference Collection, Amersfoort (Holandia),
- Planet Art, Vlaeberg,
- Cape Town (RPA),
- Kreishaus in Gütersloh (Niemcy).

## Opinie o artyście
Dr Bożena Kowalska w katalogu XXXVI Pleneru w Radziejowicach pisała:

„Był jednym z nielicznych już artystów, który uczestniczył w powojennych dziejach walki o wolność sztuki w naszym kraju. Brał udział w wielu imprezach twórczych polskiej powojennej awangardy lat 60. i 70. Stworzył własny, oryginalny rodzaj reliefowego malarstwa na wypukło-wklęsłych blejtramach, które stało się jego znakiem rozpoznawczym.”

## Nagrody i wyróżnienia
Wielokrotnie nagradzany w tym: 
- Złotym Krzyżem Zasługi w 1973 r.,
- Krzyżem Kawalerskim Odrodzenia Polski - (09.12.1983 r.),
- Nagrodą I Stopnia Wojewody Toruńskiego - (22.07.1988 r.),
- Nagrodą Rektora I Stopnia za działalność artystyczną w 1995 r.,
- Medalem Komisji Edukacji Narodowej za działalność dydaktyczną w 1997 r.,
- w 2003 r. otrzymał Medal za Zasługi Położone dla Rozwoju Uczelni.

ponadto:
- Kilkadziesiąt nagród branżowych, dyplomów uznania i nagród rektorskich II stopnia.